# Uroproctinella attenuata
Uroproctinella attenuata är en plattmaskart. Uroproctinella attenuata ingår i släktet Uroproctinella och familjen Hirudinellidae. Inga underarter finns listade i Catalogue of Life.